# Oliveri
Oliveri ist eine italienische Gemeinde in der Metropolitanstadt Messina in der Autonomen Region Sizilien mit 2174 Einwohnern (Stand 31. Dezember 2023).

## Lage und Daten
Oliveri liegt 53 Kilometer westlich von Messina. Die Einwohner arbeiten hauptsächlich in der Fischerei und im Tourismus.
Die Nachbargemeinden sind: Falcone, Montalbano Elicona und Patti.

## Geschichte
Der Ort ist zu arabischer Zeit entstanden.

## Sehenswürdigkeiten
Der kleine Ort ist ein Tourismuszentrum.

### Sehenswürdigkeiten von Oliveri
- Schloss, von den Arabern im 8. Jahrhundert erbaut
- Kirche von Oliveri
- Strand von Oliveri

### Umgebung von Oliveri
- Tindari, Ruinen einer Siedlung aus der Zeit der Griechischen Kolonisation
- Aussicht von Tindari auf die Lagune und die Liparischen Inseln
- Wallfahrtskirche in Tindari mit der Schwarzen Madonna